# Morti nel 1374
| Questa pagina contiene informazioni ricavate automaticamente dalle voci biografiche con l'ausilio del template Bio e di un bot. L'aggiornamento è periodico e automatico e ricostruisce completamente la pagina. Se manca una persona in questa lista, sei pregato di non aggiungerla, ma accertati piuttosto che la sua voce biografica contenga il template Bio e che i dati anagrafici siano correttamente compilati. Se il template Bio manca, inseriscilo tu stesso o, in alternativa, metti l'avviso {{tmp\|Bio}} che ne segnala la mancanza. Se i dati riportati sono sbagliati, correggi direttamente la voce biografica; le modifiche saranno visibili in questa lista entro pochi giorni. Per chiarimenti vedi il progetto biografie. La lista contiene solo le 32 persone che sono citate nell'enciclopedia e per le quali è stato implementato correttamente il template Bio. Pagina aggiornata al 13 gen 2025. |

- 6 gennaio - Andrea Corsini, religioso italiano (n. 1301)
- 19 gennaio - Alvise Forzatè, nobile e politico italiano
- 19 febbraio - Sancho d'Alburquerque, conte spagnolo (n. 1342)
- 12 marzo - Go-Kōgon, imperatore giapponese (n. 1338)
- 9 aprile - Antonio Pavoni, presbitero italiano (n. 1325)
- 15 aprile - Jean de La Tour, cardinale francese
- 23 aprile - Boghislao V di Pomerania, nobile tedesco
- 28 aprile - Guillaume de la Jugée, cardinale francese (n. 1317)
- 5 giugno - William Whittlesey, arcivescovo cattolico inglese
- 6 giugno - Rinaldo Orsini, cardinale italiano
- 17 giugno - Bertrand de Cosnac, cardinale, vescovo cattolico e diplomatico francese
- 29 giugno - Jan Milič, religioso e scrittore ceco
- 19 luglio - Francesco Petrarca, scrittore, poeta e filosofo italiano (n. 1304)
- 21 agosto - Giovanna de Castro, nobile
- 27 ottobre - Gongmin di Goryeo, re coreano (n. 1330)
- 25 novembre - Filippo II d'Angiò, principe italiano (n. 1329)
- 1º dicembre - Magnus IV di Svezia, re svedese (n. 1316)
- 28 dicembre - Feltrino Gonzaga, condottiero italiano
- Raymond Berenger
- Ambrogio Boccanegra, ammiraglio italiano
- Paolo dell'Abbaco, matematico, astronomo e poeta italiano (n. 1282)
- Neri di Fioravante, architetto italiano
- Gao Qi, poeta e scrittore cinese (n. 1336)
- Giovanna di Fiandra, nobildonna
- Giovanni IV di Werle, principe
- Pedro Gómez Barroso il Giovane, cardinale e arcivescovo cattolico spagnolo
- Niccolò I Malatesta, condottiero italiano
- Mari Djata II, imperatore maliano
- Ni Zan, pittore e monaco taoista cinese (n. 1301)
- Francesco II Ordelaffi, nobile
- Savcı Bey, principe ottomano
- Giovanni da Camino, vescovo cattolico, teologo e predicatore italiano